# Ronald Ouellette
Pour les articles homonymes, voir Ouellette.
Ronald Ouellette est un enseignant et un homme politique canadien, anciennement député libéral de Grand-Sault—Drummond—Saint-André à l'Assemblée législative du Nouveau-Brunswick ainsi que ministre.

## Biographie
Ronald Ouellette a reçu un baccalauréat en éducation de l'Université de Moncton. En 31 ans de carrière, il a enseigné à des enfants à besoins spéciaux et a occupé plusieurs autres postes dont celui de directeur adjoint à l’école John Caldwell et de directeur de département à la polyvalente Thomas-Albert.
Ronald Ouellette est membre du Parti libéral du Nouveau-Brunswick. Il s'intéresse à la politique depuis son adolescence et il a représenté le Nouveau-Brunswick à la Convention internationale de la Francophonie, tenue en Afrique en 1968. Il est élu au conseil municipal de Grand-Sault en 1984 et devient maire en 1987, poste qu'il conserve jusqu'en 1992. Il siège à la commission industrielle durant onze ans, dont deux comme président. Il devient président de la commission d'urbanisme en 1999. Il est vice-président de l'Association parlementaire Nouveau-Brunswick-Québec. En 2004, il représente l'Amérique à un séminaire parlementaire au Bénin, organisé par l'Assemblée parlementaire de la Francophonie.
Il est élu à la 55e législature pour représenter la circonscription de Région de Grand-Sault à l'Assemblée législative du Nouveau-Brunswick le 9 juin 2003, lors de la 55e élection générale. Il a été membre du Comité  spécial de l'éducation. En tant que membre de l'Opposition officielle, il a aussi été porte-parole en matière de gouvernements locaux et d'immigration.
Il est réélu à la 56e législature pour représenter la nouvelle circonscription de Grand-Sault—Drummond—Saint-André le 18 septembre 2006, lors de la 56e élection générale. Il est assermenté au Conseil exécutif le 3 octobre suivant et nommé ministre de l'Agriculture et de l'Aquaculture dans le gouvernement de Shawn Graham.
Il est candidat à sa succession lors de la 57e élection générale, qui se tient le 27 septembre 2010, mais n'est pas réélu.
Son épouse s'appelle Doreen Cyr et le couple a trois enfants: Tina (1970-1999), Marco (1972- ) et Luc (1974- ). Ils ont aussi six petites-filles et un petit-fils.